# Katedra św. Piotra we Fritzlarze
Katedra św. Piotra (niem. Dom St. Peter lub St. Petri-Dom) – romańsko-gotycka świątynia rzymskokatolicka znajdująca się w niemieckim mieście Fritzlar, dawna kolegiata, zwyczajowo zwana katedrą (niem. der Dom). Od 2004 nosi tytuł bazyliki mniejszej.

## Historia
Drewniany kościół pod wezwaniem św. Piotra został zbudowany w roku 724 przez św. Bonifacego-Winfrida, a ok. 732 rozpoczęto budowę klasztoru benedyktynów. Pierwszym opatem został Wigbert, czczony jako święty. Najwcześniej w okolicach roku 800 wzniesiono tu nową świątynię, o długości 23 m i szerokości 24 m. Budynek został zniszczony w 1079 roku, w trakcie ataku wojsk Rudolfa Szwabskiego na miasto.
Budowę obecnej katedry rozpoczęto około 1085–1090 roku i ukończono prawdopodobnie w roku 1118. W latach 1171–1232 wzniesiono nowe prezbiterium i wieloboczną absydę, podwyższono ściany transeptu i wykonano nowe sklepienia. W 1276 roku ukończono budowę romańsko-gotyckiej kruchty zachodniej (dawnej kaplicy św. Elżbiety), a w 1323 istniały już dwie gotyckie nawy południowe i krużganek. W 1355 lub 1356 roku ukończono budowę kaplicy Mariackiej. W 1560 północno-zachodnią kryptę nadbudowano o szachulcowy kapitularz. W latach 1799–1828 wykonano nowy dach sygnaturki. 
7 grudnia 1868, podczas trwającej mszy, wskutek uszkodzeń po nocnej burzy zawalił się dach południowej wieży, zabijając 21 osób i raniąc kolejnych 31. W 1873 ukończono budowę nowych, neoromańskich hełmów. W latach 1913–1920 i 1963–1970 świątynię poddawano gruntownym renowacjom. 14 lutego 2004 papież Jan Paweł II wyniósł ją do godności bazyliki mniejszej. W latach 2010–2012 wyremontowano wnętrze kościoła, uroczyste otwarcie po ukończeniu prac miało miejsce 9 grudnia 2012.

## Architektura i wyposażenie
Świątynia romańsko-gotycka, czteronawowa, o układzie bazylikowym, z transeptem. Ma długość prawie 80 m, szerokość niecałych 30 m, a dwie wieże są wysokie na 48 m (z krzyżami – 52 m). 
W północno-wschodniej kaplicy znajduje się witraż z 1912 roku, poświęcony św. Elżbiecie. Dwa witraże gotyckiej nawy południowej wykonał w latach 1914–1915 Fritz Geiges. Pierwszy z nich zdobią wizerunki: papieża Grzegorza III, św. Wita, św. Bonifacego i bł. cesarza Karola Wielkiego, a drugi: św. Lula, św. Wigberta, św. Sturmiusza i kronikarza Hrabana Maura.
Ołtarz główny wykonali w 1686 roku Stephan Jakobi i Heinrich Groene z Paderborn, zdobi go obraz ze sceną pokłonu Trzech Króli z 1691 roku. Jakobi jest również autorem chrzcielnicy z roku 1693, a Groene – ambony z 1696. Stalle chórowe pochodzą z XIV wieku. W północnym ramieniu transeptu stoi renesansowy ołtarz św. Jana Chrzciciela, a w południowym – świętych Marii, Elżbiety i Marii Magdaleny. Przy północnym filarze nawy głównej znajduje się późnogotyckie sakramentarium, a przy innym z filarów ustawiono barokową figurę Matki Bożej z dzieciątkiem. W południowej nawie znajduje się gotycki ołtarz szafiasty, sprowadzony w 1880 roku z Bad Karlshafen. W kaplicy pod wieżą południową przechowywana jest XIV-wieczna pietà, wykonana z drewna lipowego, o wysokości 150 cm.
Organy wykonano w 1928 w warsztacie Johannesa Klaisa w Bonn. Składają się z 3 manuałów, pedału i 3045 piszczałek zgrupowanych w 45 głosów. W górnej części empory zachował się barokowy prospekt z 1768 roku, w 2017 domontowano do niego cymbelstern.
Na dwóch wieżach katedry zawieszono łącznie osiem dzwonów. Dane instrumentów:
| Wieża      | Imię          | Waga    | Średnica | Ton  | Rok odlania | Odlewnia/ludwisarz               |
| ---------- | ------------- | ------- | -------- | ---- | ----------- | -------------------------------- |
| północna   | Tertia        | 140 kg  | 62 cm    | fis" | 1369        | mistrz Johannes                  |
| północna   | Kleine Maria  | 220 kg  | 71 cm    | eis" | 1456        | mistrz Goswin                    |
| południowa | Bonifatius    | 450 kg  | 91 cm    | ais' | 1685        | Johannes Schirnbein              |
| południowa | Kleine Osanna | 900 kg  | 113 cm   | gis' | 1456        | mistrz Goswin                    |
| południowa | Wigbert       | 1084 kg | 114 cm   | fis' | 1973        | Petit & Gebr. Edelbrock, Gescher |
| północna   | Große Maria   | 2000 kg | 146 cm   | d'   | 1412        | Heinrich Heistirboum             |
| północna   | Große Osanna  | 3000 kg | 172 cm   | cis' | 1466        | mistrz Goswin                    |
| południowa | Martin        | 3416 kg | 171,5 cm | ais° | 1972        | Petit & Gebr. Edelbrock, Gescher |

## Krypta
Romańska krypta pochodzi z XII wieku. Składa się z dwóch pomieszczeń, większe z nich wznosi się na 12 kolumnach i jest miejscem pochówku św. Wigberta. W mniejszej części podziwiać można figurę św. Piotra z połowy XII wieku oraz przedstawienie Trójcy Świętej z około 1300 roku.

## Galeria

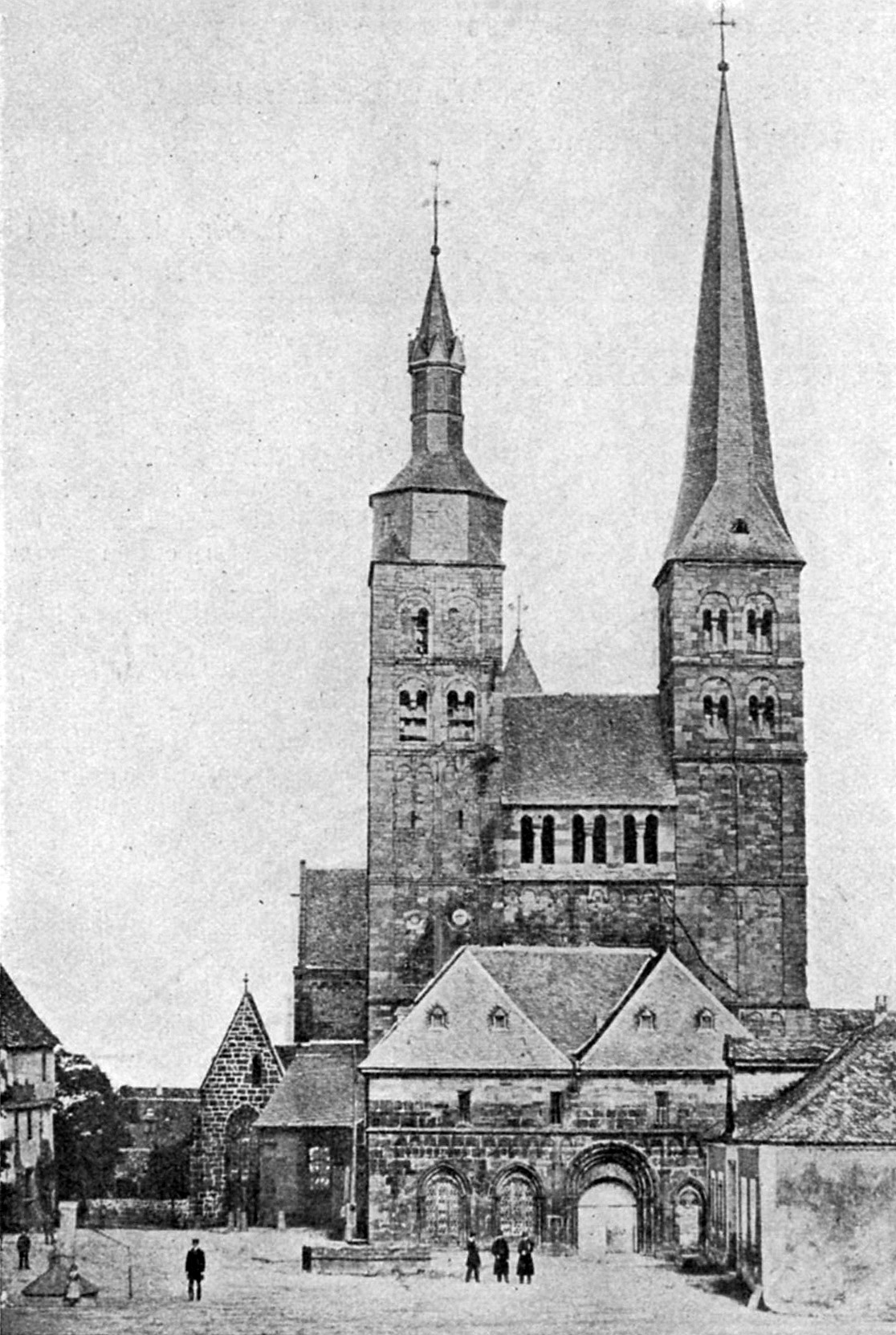
Widok w 1868
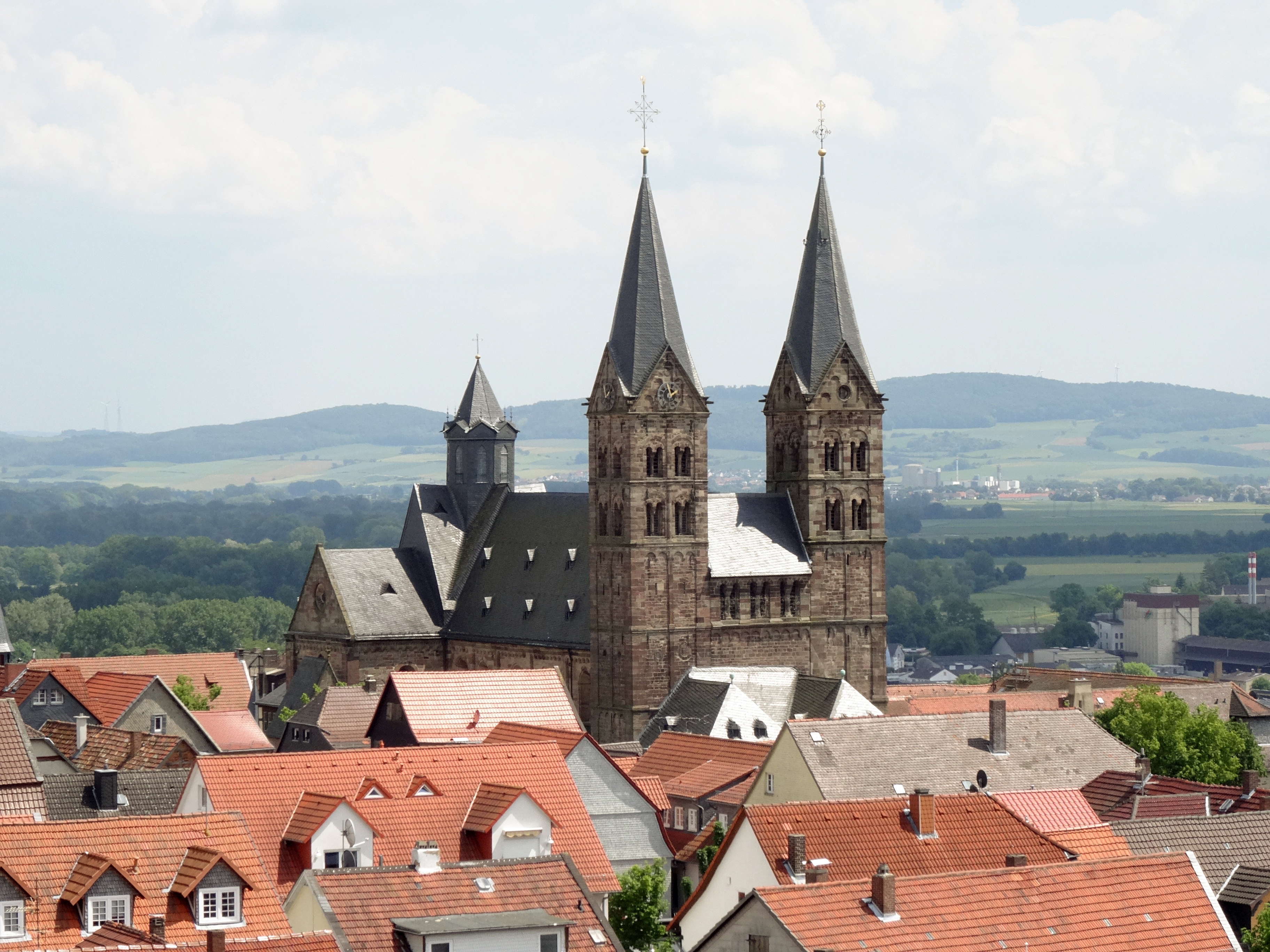
Widok z północnego zachodu
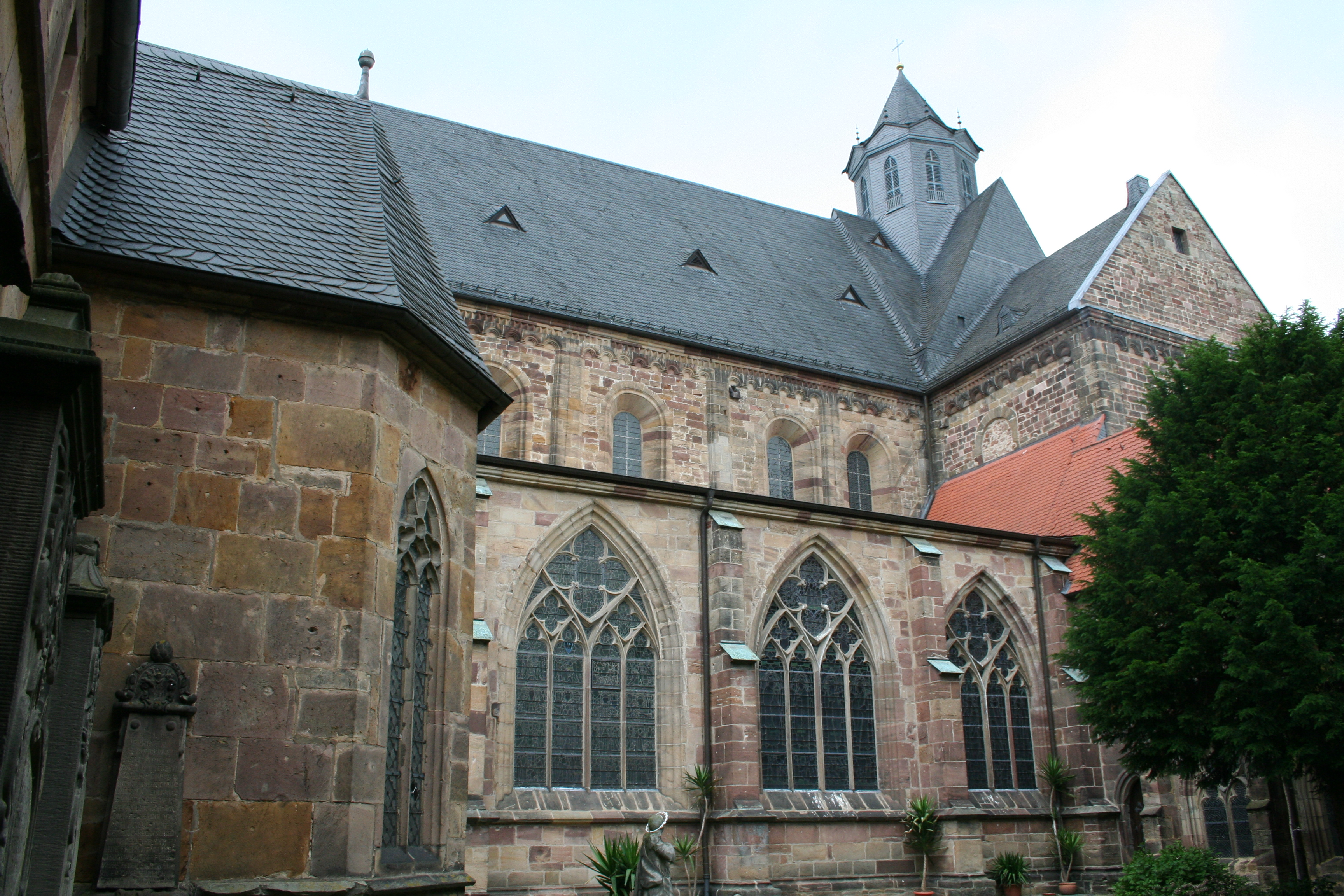
Widok z dziedzińca
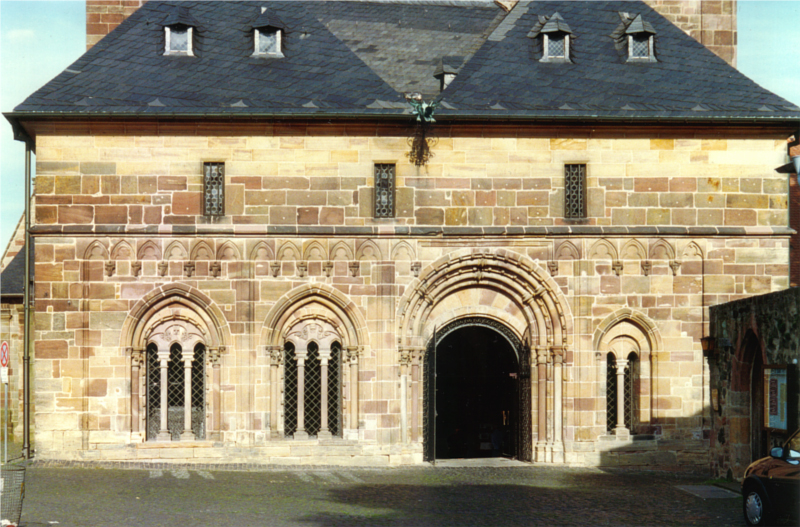
Kruchta
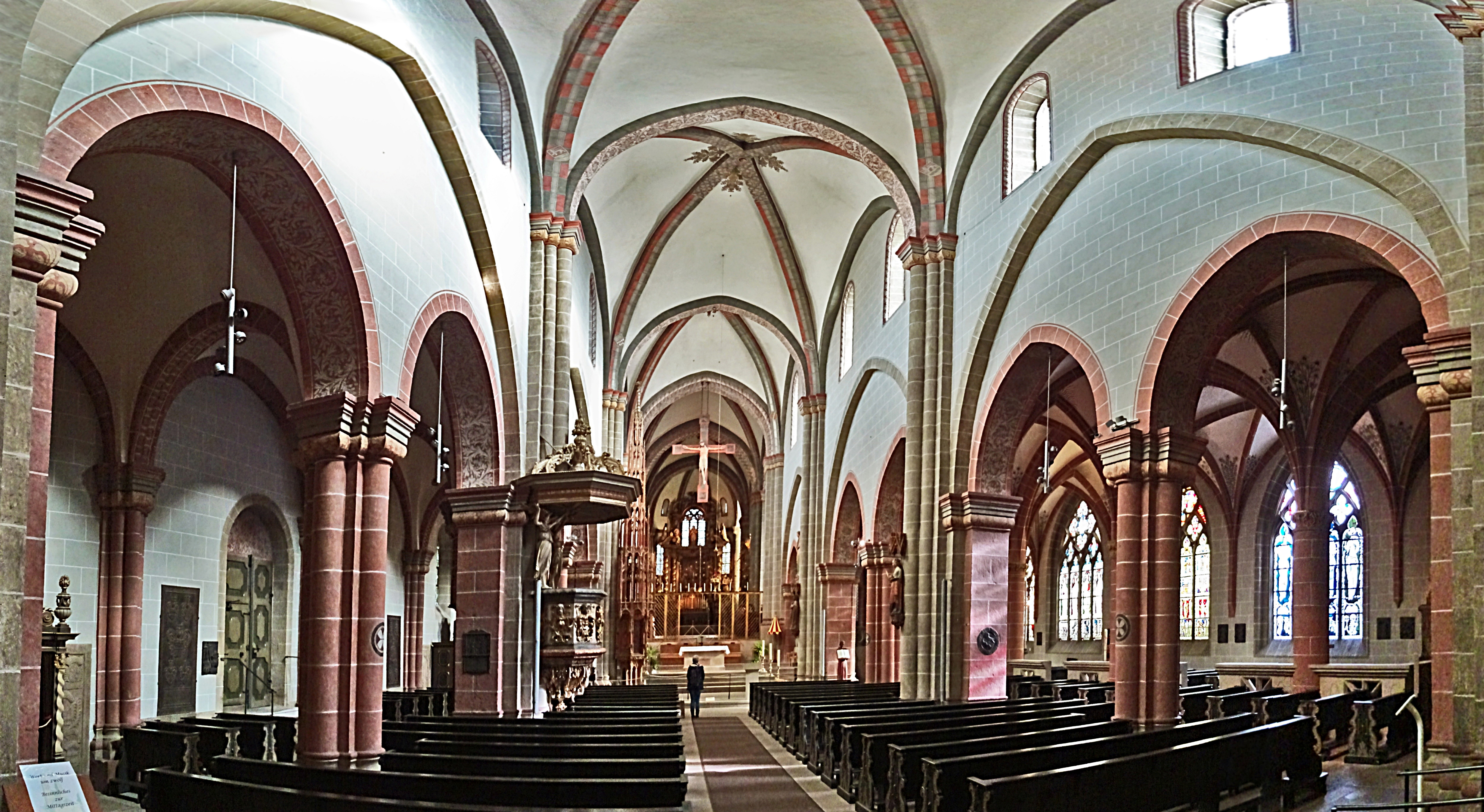
Wnętrze
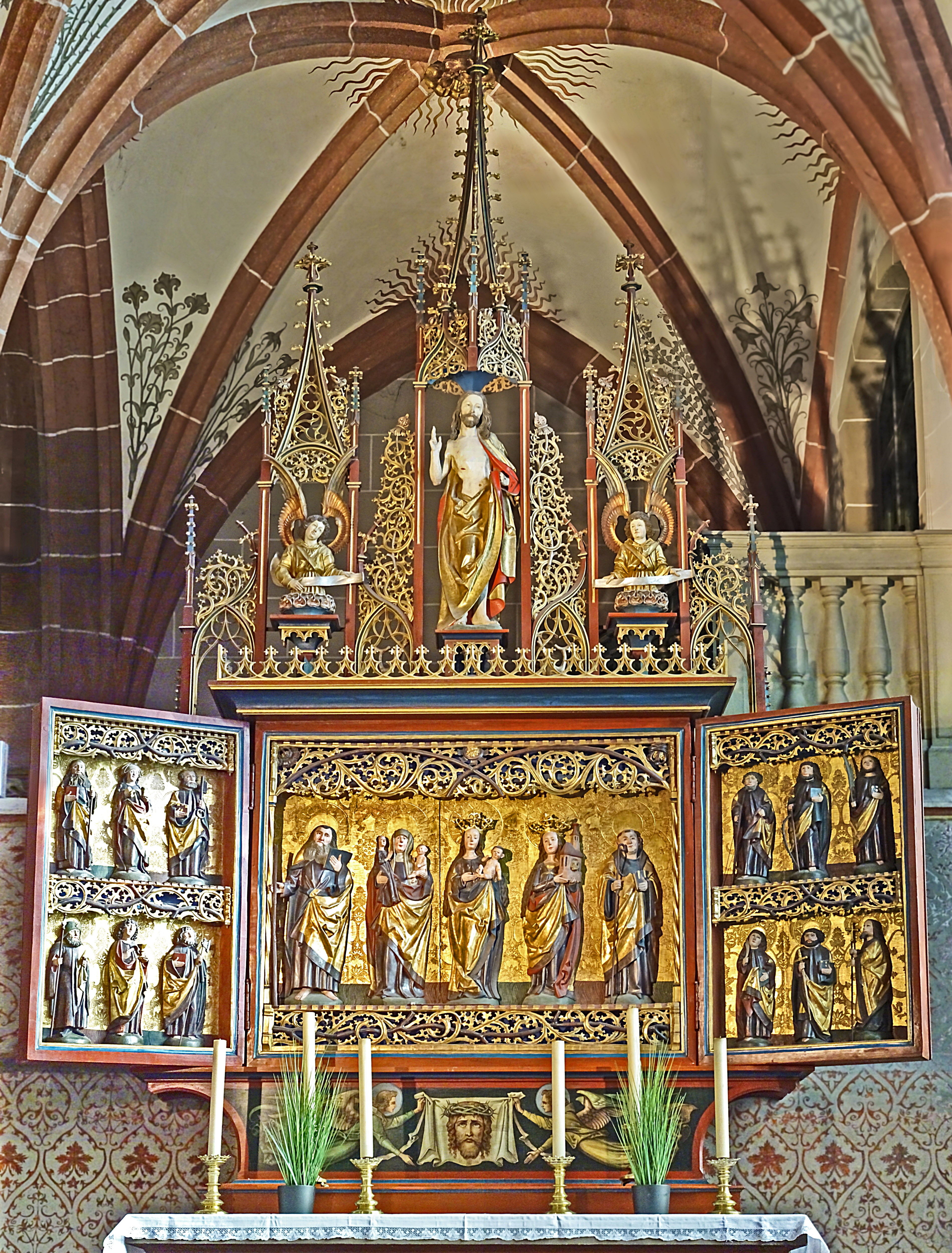
Gotycki ołtarz szafiasty
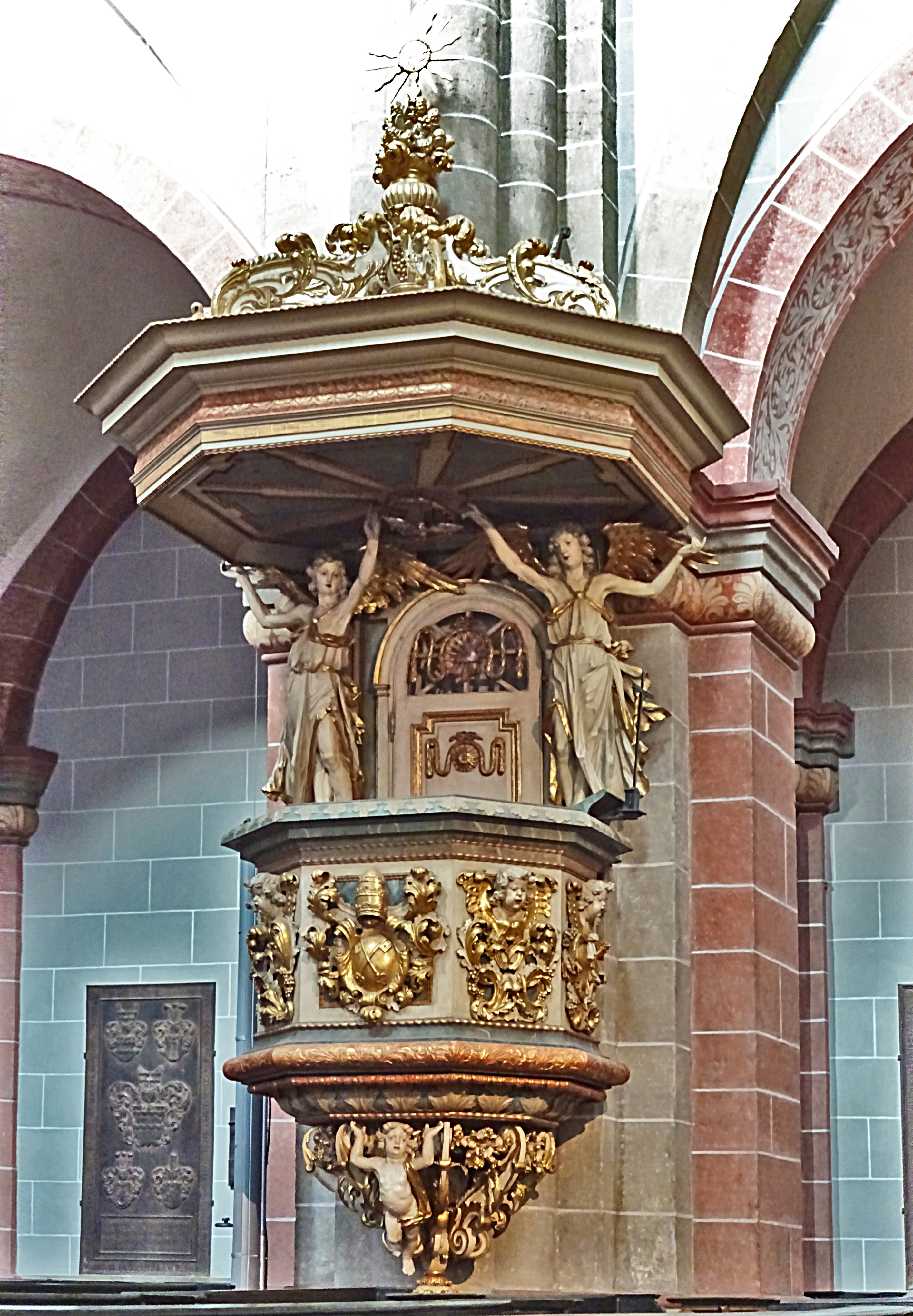
Ambona
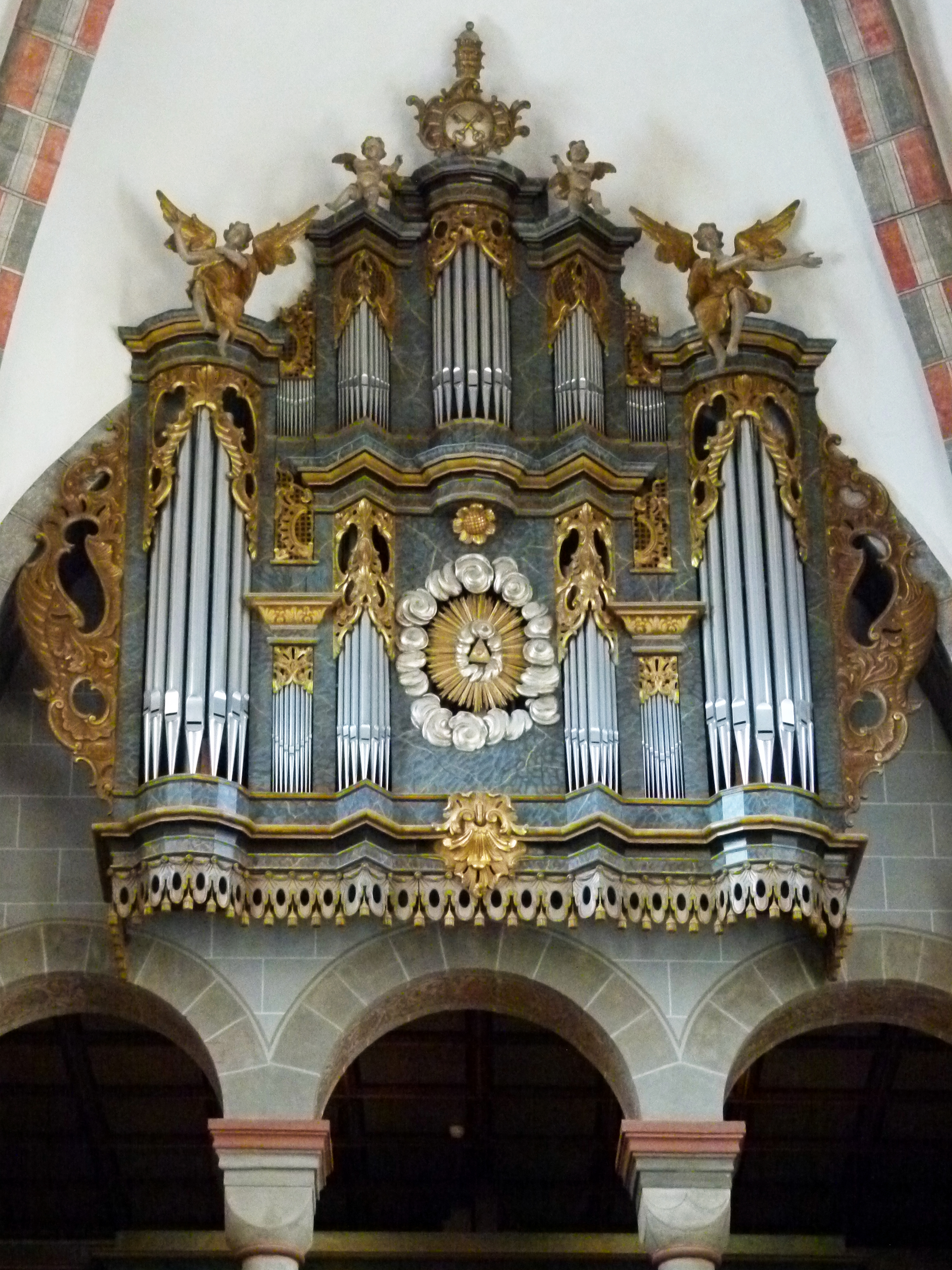
Barokowy prospekt organowy
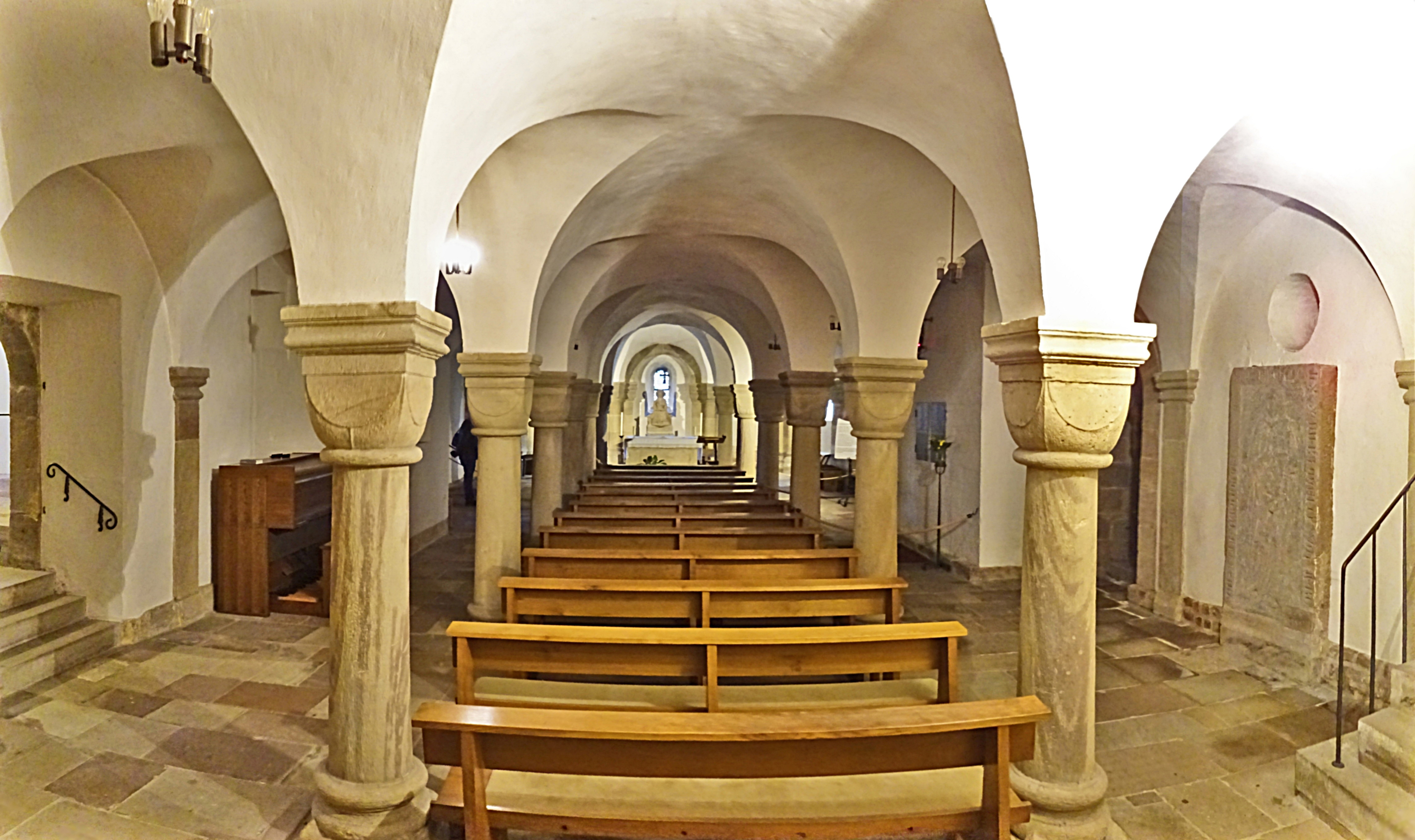
Krypta